# Siècle des Lumières
Pour les articles homonymes, voir Lumières.
 (novembre 2023).
Motif : cf. PdD Discussion:Siècle_des_Lumières#Pour_un_recyclage_de_l'article
Le siècle des Lumières est un mouvement philosophique, littéraire et culturel bourgeois que connaît l'Europe au XVIIIe siècle (de 1715 à 1789) et qui se propose de promouvoir le rationalisme, l'individualisme et le libéralisme, contre l'obscurantisme et la superstition de l'Église catholique et contre l'arbitraire de la royauté et de la noblesse, avec pour modèle la philosophie empirique, l'économie libérale et la monarchie constitutionnelle anglaise.
Financés pour la plupart par des fermiers généraux (comme Helvetius) ou par des spéculations (comme la traite négrière), des intellectuels qui se réunissent dans des salons (comme celui du Baron d'Holbach), dans des loges (comme celle des Neuf Sœurs), et autour du projet de traduction de l'Encyclopédie d'Ephraïm Chambers, ce qui les fera appeler les Encyclopédistes, publient un grand nombre d'essais, de gazettes, de pamphlets, de romans par lettres, de pièces de théâtre. Ils ont des correspondances avec les cours protestantes d'Europe pour former la République des Lettres.
La glorieuse Révolution anglaise de 1688 peut en constituer le premier jalon, mais pour l’historiographie française, la période charnière qui correspond à la fin du règne de Louis XIV (1643-1715) est comme sa gestation et le siècle des Lumières commence conventionnellement, en 1715, à la mort de ce roi,,,,,, plus précisément avec la Régence de Philippe, duc d'Orléans, et se termine avec la Révolution française. Certains historiens, en fonction de leur objet d'étude, privilégient une chronologie plus ou moins large (1670-1820).
Le terme de « Lumières », pour les Juifs Maskilim, a été par la suite consacré par l'usage pour rassembler sous cette appellation la diversité des manifestations de cet ensemble d’objets, de courants, de pensées ou de sensibilités et d’acteurs historiques.
Pour les arts plastiques, le siècle des Lumières couvre la transition entre les périodes classique, rococo et néoclassique, et pour la musique, celle de la musique baroque à la musique de la période classique. L’expression provient d’emblée de son utilisation massive par les contemporains. Puis, le développement et l’affirmation de l’histoire culturelle et sociale depuis les années 1970, ont favorisé l’usage d’une notion féconde qui permet de mener des recherches de façon transversale et internationale tout en multipliant les objets d'étude et en dépassant les cadres nationaux.

## Significations usuelles

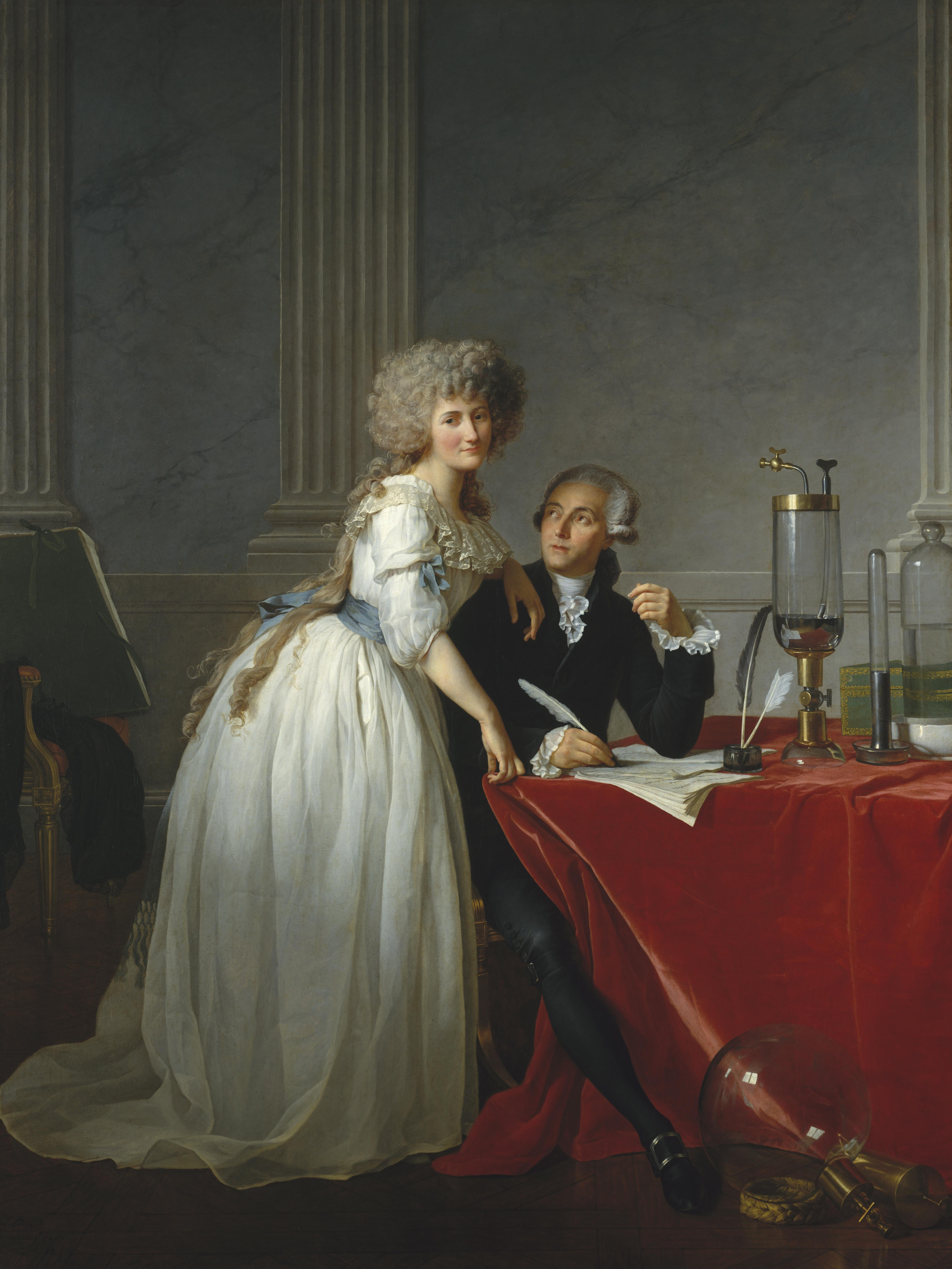
Jacques-Louis David, Antoine Lavoisier et son épouse, 1788, Metropolitan Museum of Art, New York.

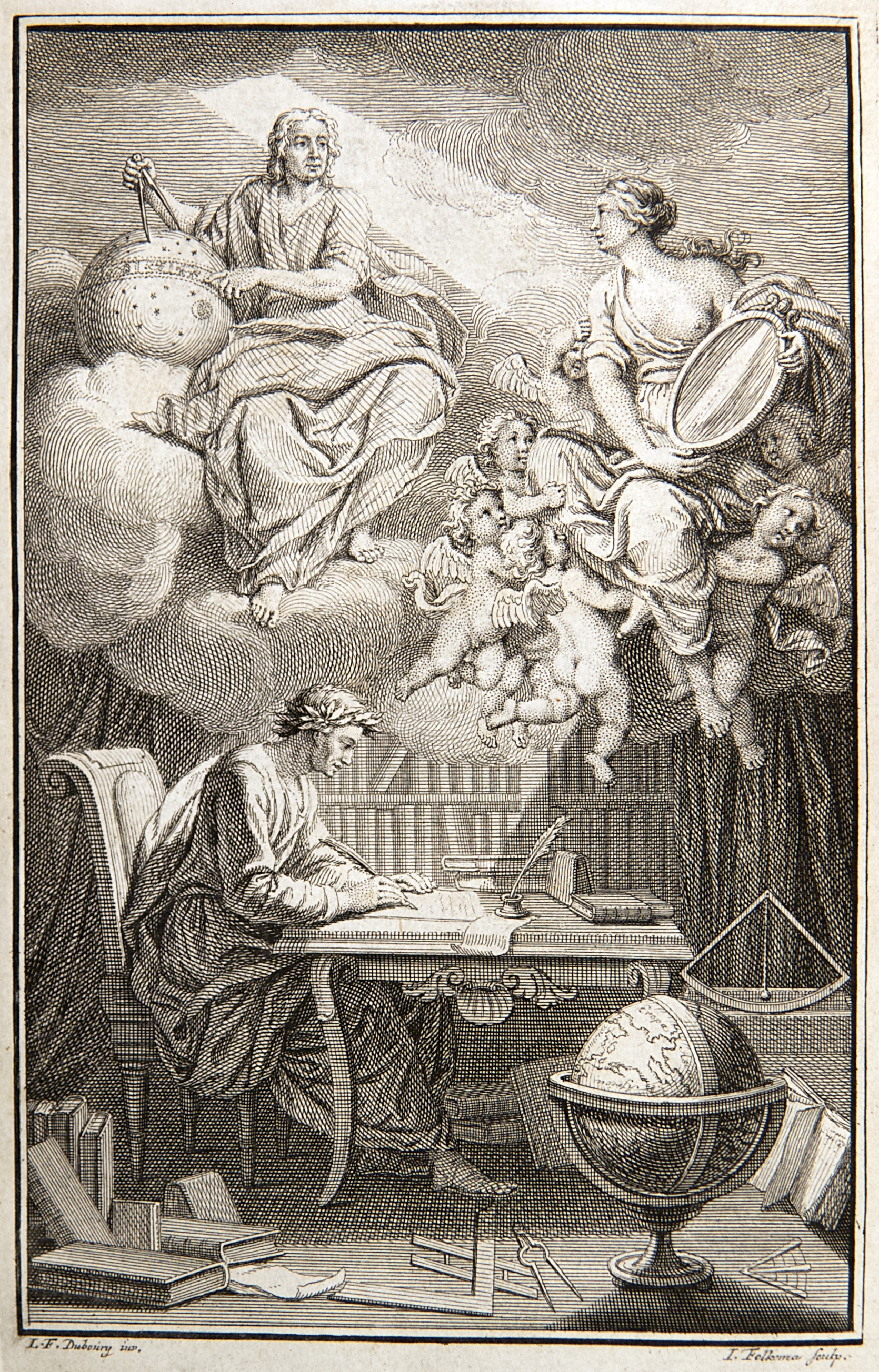
Frontispice des Éléments de la philosophie de Newton, Voltaire, 1738.

Le « siècle des Lumières » se veut éclairé par la lumière métaphorique des connaissances — et non par l’illumination divine, « émanation de l’absolu », utilisé exclusivement au singulier — acquises par l’expérience et l’enseignement du passé. Elle suggère aussi une vision manichéenne du monde, où l’« homme éclairé » s’oppose à la masse de ceux restés dans les ténèbres. La formule a donc une dimension tant sociale que spatiale. Sous la plume des philosophes, les « Lumières » désignent par métonymie les élites européennes ouvertes aux nouveautés, une « République des Lettres éclairées ».
On trouve dès les années 1670, la mention de « siècle éclairé » dans certains écrits historiques ou philosophiques relatant les expériences et les progrès scientifiques du temps. L’inflexion anticléricale et combative que prend la philosophie des Lumières dans les années 1750 devait marquer l’expression. Dans la France prérévolutionnaire, la formule est consacrée par les représentants des Lumières puis par les révolutionnaires eux-mêmes. L’historiographie française a retenu l’expression : « Le siècle des Lumières : siècle un, profondément, mais combien divers. La raison éclaire tous les hommes, elle est la lumière, ou plus précisément, ne s’agissant pas d’un rayon, mais d’un faisceau, les Lumières ». L'image de la lumière renvoie à une coutume consistant à placer une bougie allumée à sa fenêtre pour annoncer un événement. Le voisin « illuminait » à son tour. De fenêtres en fenêtres les lumières éclairaient la nuit. Les philosophes séduits par cette pratique faisant de la transmission de l'information, de la connaissance, une chaîne de lumière et s'emparent de l'idée : ils transformeront la nuit de l'ignorance en clarté, guidés par la lumière de leur raison. Diderot écrit dans Addition aux pensées : « Si je renonce à ma raison, je n'ai plus de guide […]. Égaré dans une forêt immense pendant la nuit, je n'ai qu'une petite lumière pour me conduire. »

## Traits dominants
Le siècle des Lumières est marqué par une vision renouvelée et élargie du monde, héritée de questionnements, parfois angoissés, du dernier quart du XVIIe siècle. Sept traits marquants d’une pensée moderne s’y affirment et peuvent être retenus :
- la primauté de l’esprit scientifique sur la Providence dont la révolution newtonienne est l’illustration la plus marquante ;
- La diffusion et la compréhension du Discours de la méthode de René Descartes;
- la réflexion politique marquée par la théorie contractuelle, influencée par les travaux de John Locke ;
- les progrès de l’esprit critique à l’œuvre, par exemple, dans le Dictionnaire historique et critique (1697) de Pierre Bayle et la critique lockienne des idées innées ;
- une première désacralisation de la monarchie dont les Dialogues du baron Louis de La Hontan (1710) sont l’une des manifestations ;
- l’affirmation de l’idée de tolérance dans une Europe marquée par les divisions religieuses dont l’œuvre de Lessing, Nathan le Sage est une illustration ;
- le déisme.

Ces champs de réflexion précurseurs, qui allaient former le socle de la Philosophie des Lumières, traversent le siècle et influencent de nombreux domaines, à l’instar de l’économie politique. L’idée de progrès vient couronner tous ses traits dominants et les synthétiser dans les ouvrages de Nicolas de Condorcet – Esquisse d’un tableau historique des progrès de l’esprit humain – ou de Louis-Sébastien Mercier – L'An 2440, rêve s'il en fut jamais.

## Combats des Lumières
Les partisans des Lumières sont les acteurs de nombreux combats nés de « l’usage public de sa raison dans tous les domaines ». Les « Causes Célèbres » ont permis une mise en perspective des lois et des coutumes d’Europe, ont ainsi opéré une révolution sociologique et ouvert la brèche à l’anthropologie politique. Le dépaysement est central dans cette démarche et le Persan et ses avatars – l’espion chinois, juif ou turc – peut apparaître comme un symbole de cet effort de tolérance.
Les philosophes ne se contentent pas d’écrire. Ils se mettent aussi personnellement en cause, au risque d’être arrêtés, emprisonnés. Diderot et D'Alembert consacrent plus de vingt ans de leur vie à la publication de l’Encyclopédie, énorme dictionnaire de 28 volumes dont 11 volumes d’illustrations consacré à toutes les formes de la connaissance et des sciences. Tous les écrivains et les savants du siècle participent à la rédaction des articles de l’Encyclopédie, dont la publication s’étend de 1751 à 1772. Accusé de propager des idées dangereuses, Diderot est emprisonné pendant plusieurs mois. Cependant la vraie volonté de Diderot et de tous les écrivains de l'Encyclopédie était de se battre contre ce qu'ils appelaient l'obscurantisme religieux. On oppose ainsi les Lumières à l'obscurantisme, ou le manque de culture, de savoir. La lumière permet de lutter contre l'obscurantisme c'est-à-dire la bêtise et l'ignorance qui rendent intolérants. C'est un âpre combat : Voltaire connaît l'exil et la prison. Montesquieu doit faire imprimer les lettres persanes en Hollande pour déjouer la censure. Ce combat est cependant jugé indispensable. Kant ordonne : « ose savoir ». On promeut l'idée selon laquelle seule la connaissance permet de juger d'une situation en adulte sans obéir aveuglément aux tutelles que sont le roi, la religion, ou l'armée. Les travaux du juriste Beccaria, lui-même influencé par Montesquieu, trouvent leur retentissement dans les affaires Calas et Sirven, où sont affirmées la nécessaire abolition de la question et les limites du pouvoir exécutif. Le procès du chevalier de la Barre inspire à nombre de penseurs une réflexion sur la liberté de conscience. Leur but est avant tout de « sortir les Hommes des ténèbres de leur temps » et « d’Éclairer toute chose à la lumière de la raison ».

## Sciences et savants à l’âge des Lumières
« Il est largement admis que la « science moderne » est née dans l'Europe du XVIIe siècle, introduisant une nouvelle compréhension du monde naturel. » Peter Barrett. »

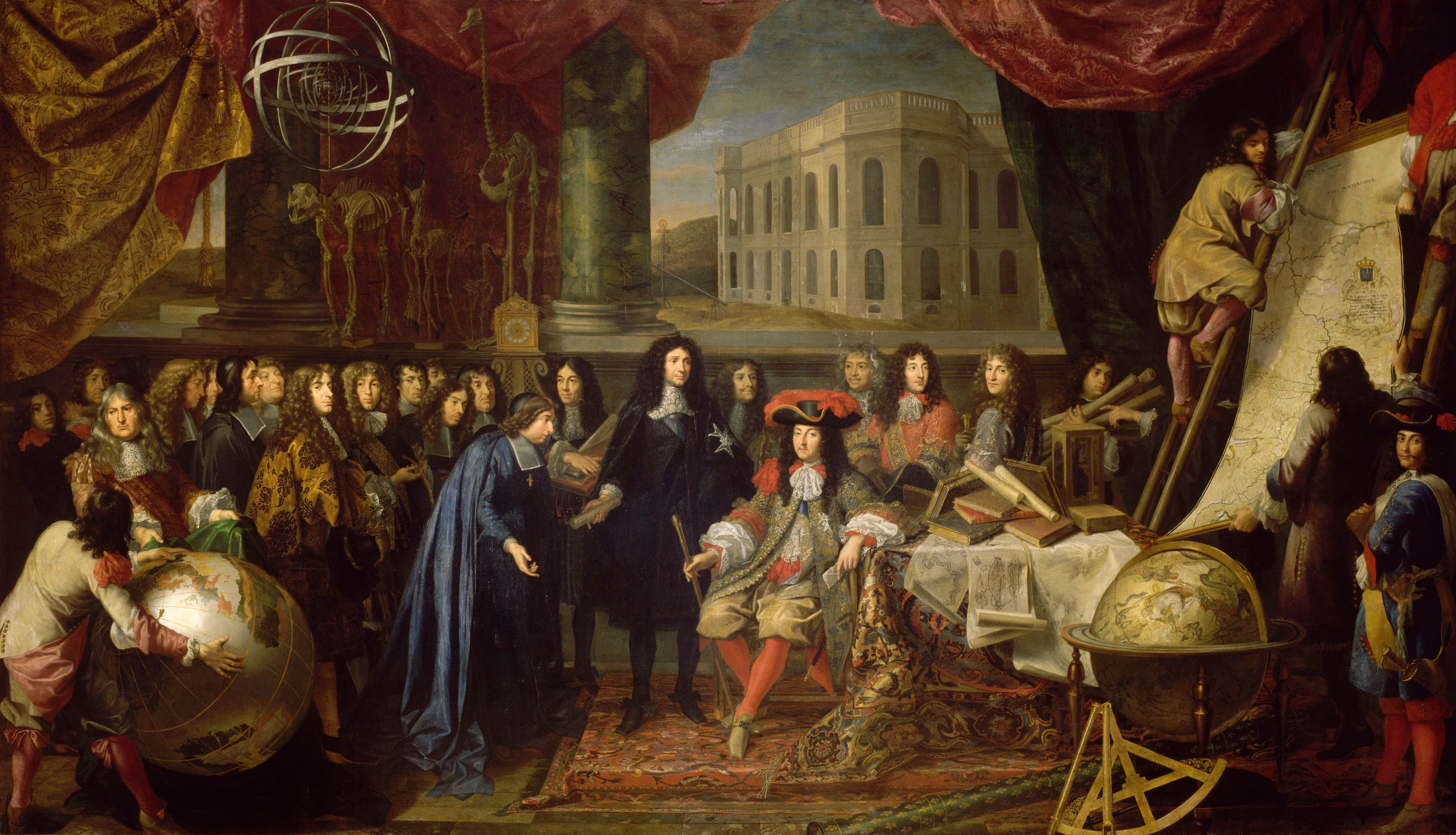
Présentation des membres de l’Académie Royale des Sciences par Colbert à Louis XIV en 1667.

La France possède de nombreux philosophes et écrivains des Lumières, notamment Montesquieu, Voltaire, Diderot, Beaumarchais, Rousseau et D'Alembert.
L'époque des Lumières fut aussi celle de Bernoulli, Euler, Laplace, Lagrange, Monge, Condorcet, D'Alembert et Émilie du Châtelet en mathématiques, en physique générale et en astronomie. La compréhension du phénomène physique de l'électricité est amorcée en particulier par les travaux de Cavendish, Coulomb, Louis Sébastien Jacquet de Malzet et Volta.
Lavoisier pose les fondements de la chimie moderne.
Des savants naturalistes comme Linné, Réaumur, Buffon, Jussieu, Lamarck incarnent l'esprit des Lumières dans le domaine des sciences relevant de l'histoire naturelle dans toute son étendue.

## «Des espaces publics critiques»

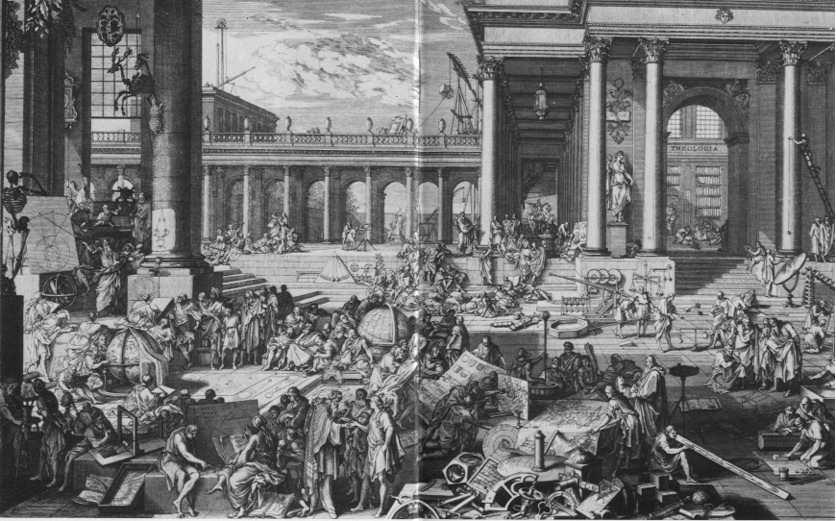
Gravure représentant l’Académie Des sciences, 1698.

À la faveur de ces évolutions apparaissent des espaces nouveaux où se diffusent les Lumières, entretenues par relations privées et quelquefois par le mécénat d’État. L’Europe des Lumières a ainsi ses lieux privilégiés : cénacles des grandes villes thermales, cours des capitales européennes, chambres de lectures, théâtres, opéras, cabinets de curiosités, salons littéraires et salons artistiques, voire salons de physique à l’instar de celui animé par l’abbé Nollet, Académies, loges maçonniques, cafés mondains, clubs politiques à l’anglaise. Dans ces cadres nouveaux ou renouvelés, les gens de lettres prennent le pouvoir de la critique et font vivre débats esthétiques, querelles littéraires, réflexions politiques.

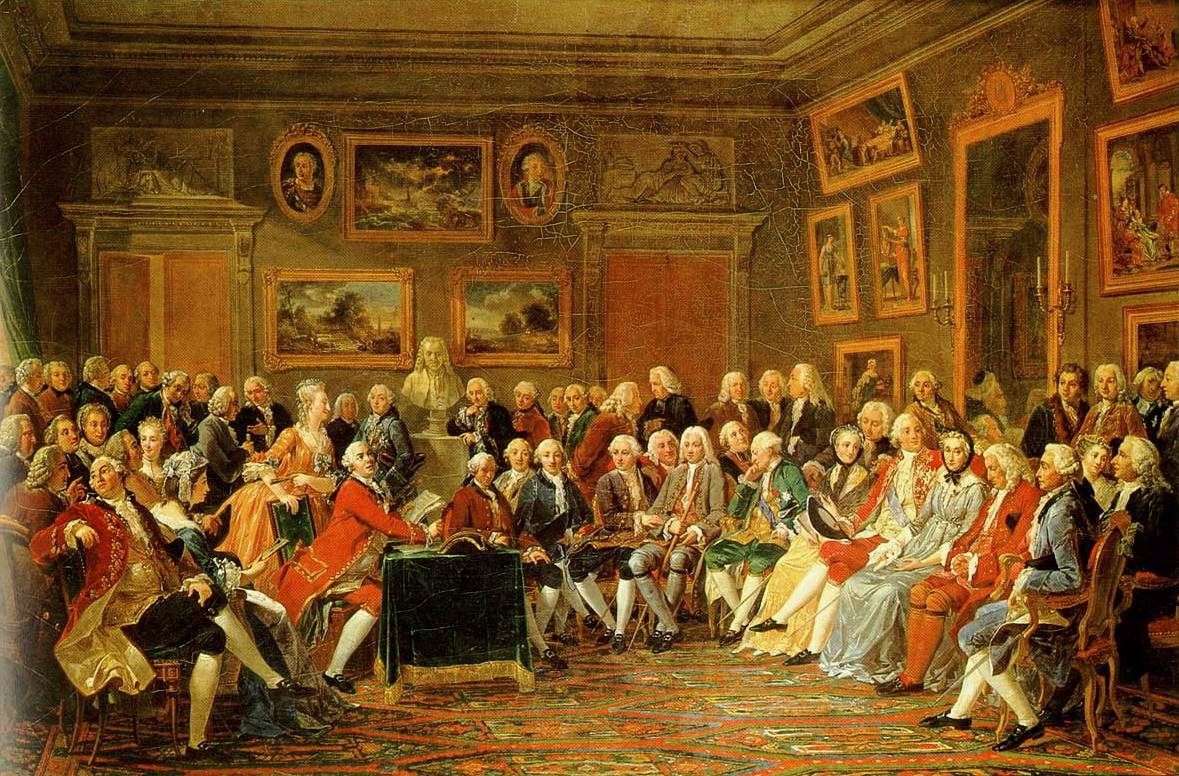
Gabriel Lemmonnier, Lecture de la tragédie de L'Orphelin de la Chine de Voltaire dans le salon de Madame Geoffrin, 1812, Château de Malmaison, Rueil.

Ces lieux où se croisent les anciennes et les nouvelles élites, les artistes sans fortune et leurs mécènes, les agents de l’État et les aventuriers, sont le creuset d’une communauté cosmopolite et hétérogène, faite d’entre soi et d’exclusion. Ils participent à l’affirmation d’une « sphère publique bourgeoise », faite d’affrontements et de spectacles, où se déroulent, et plus particulièrement dans la seconde moitié du XVIIIe siècle, les grandes affaires et les « causes célèbres » (Mémoire judiciaire) prérévolutionnaires. Dans ces nouveaux espaces de liberté se manifeste un véritable engouement pour les affaires européennes et se développe l’anglomanie.
Dans le cadre français, les Lumières voient basculer dans les années 1750 leur centre de gravité de Versailles à Paris qui apparaît comme la nouvelle capitale intellectuelle et artistique, comme une capitale des Lumières. Ce brassage implique une redéfinition sociale de l’écrivain.
Le phénomène se développe également en province, où magistrats et érudits locaux, gagnés par les Lumières, forment une classe sociale dirigeante aux nouvelles préoccupations.

### Salons
Le phénomène des salons commence à la fin du XVIIe siècle, dans un contexte prospère. On s'adonne à l'art de la conversation, il s'agit là d'un phénomène parisien et plutôt français. Les salons sont tenus essentiellement par des femmes, souvent issues de la bourgeoisie et ayant des connaissances (Madame du Deffand, Madame Lambert, Claudine Guérin de Tencin, Marie-Thérèse Geoffrin, etc.). Pour que son salon connaisse le succès, la maîtresse du lieu doit s'attacher les services d'un philosophe qui lance les débats. Tenir un salon est l'une des activités les plus recherchées par les femmes, la qualité des invités témoigne de leur pouvoir d'attraction et la réputation du salon repose sur les invités.
Les salons sont des lieux de diffusion de la culture. La liberté d'expression apparaît, ainsi que la notion d'égalité. Ils permettent aux encyclopédistes de faire passer leurs idées. Helvétius et Holbach exposent leurs idées matérialistes.
C'est un lieu de culture qui demeure mondain, en effet, le divertissement en est le but premier. On y expose ses idées mais il n'y a pas de combat pour la vérité. Ce qui compte, c'est la bonne compagnie, les récits amusants, il ne faut pas que les débats soient trop sérieux, le risque serait de passer pour quelqu'un d'ennuyeux.
Les vrais et grands philosophes se méfient de ces endroits de diffusion, mais pas de production d'idées. Jean-Jacques Rousseau dénonçait la futilité des discussions qui s’y tenaient et parlait de « Morale du bilboquet » pour toute personne qui s’en tenait à l’écart. Les salons sont des lieux de regroupement pour les philosophes, les mathématiciens, etc.

### Académies et sociétés littéraires
Quoique l’histoire des académies en France au siècle des Lumières remonte à la fondation à Caen de l’Académie de physique de Caen, en 1662, c’est l’Académie des sciences fondée en 1666, étroitement liée à l’État français et agissant comme l’extension d’un gouvernement en sérieux manque de scientifiques, qui a contribué à promouvoir et à organiser de nouvelles disciplines, en formant de nouveaux scientifiques et en contribuant à l’amélioration du statut des scientifiques sociaux qu’elle considérait comme « les plus utiles de tous les citoyens ». Les Académies démontrent à la fois l’intérêt croissant pour la science ainsi que sa laïcisation accrue, comme en témoigne le petit nombre d’ecclésiastiques qui y appartenaient (13 %).
En dépit de l’origine bourgeoise de la majorité des académiciens, cette institution était uniquement réservée aux élites scientifiques, qui se voyaient en « interprètes de la science pour le peuple ». C’est par exemple dans cet esprit que l'Académie entreprit de réfuter le magnétisme animal, pseudo-science qui inspire alors un enthousiasme populaire.
L’argument le plus fort en faveur de l’appartenance des académies à la sphère publique vient des concours qu’elles ont parrainés dans toute la France. Comme l’a fait valoir Jeremy L. Caradonna dans un récent article paru dans les Annales, « Prendre part au siècle des Lumières : le concours académique et la culture intellectuelle au XVIIIe siècle », ces concours étaient peut-être la plus publique de toutes les institutions du siècle des Lumières. L’Académie française a remis au goût du jour une pratique médiévale en relançant les concours publics au milieu du XVIIe siècle. Vers 1725, le sujet des essais, de la poésie ou la peinture qui tournait jusque-là autour de la religion et/ou la monarchie, s’est radicalement élargi et diversifié pour inclure la propagande royale, les batailles philosophiques et les réflexions critiques sur les institutions sociales et politiques de l’Ancien Régime. Caradonna montre que les sujets controversés n’étaient pas toujours évités en citant les théories de Newton et de Descartes, la traite négrière, l’éducation des femmes, et de la justice en France comme exemples. L’ouverture à tous des concours et l’anonymat obligatoire des soumissions garantissaient l’impartialité du jugement eu égard au sexe et au rang social des candidats. En dépit de l’appartenance de la « vaste majorité » des participants aux couches les plus riches de la société (« les arts libéraux, le clergé, la magistrature et la profession médicale »), il existe des cas de membres de la classe populaire à avoir soumis des essais et même à les avoir remportés.
Un nombre important de femmes a également participé – et remporté – des concours. Sur un total de 2 300 concours dotés de prix proposés en France, les femmes en ont remporté 49, la majorité à des concours de poésie. Ce chiffre est certes faible par rapport aux normes modernes, mais très important à une époque où la plupart des femmes ne recevaient pas de formation scolaire avancée sauf, justement, dans un genre comme la poésie.
En Angleterre, la Royal Society de Londres a également joué un rôle important dans la sphère publique et la propagation des idées des Lumières en agissant comme centre d’échange pour la correspondance et les échanges intellectuels et jouant, en particulier, un rôle important dans la propagation à travers l’Europe de la philosophie expérimentale de Robert Boyle qui, comme l’ont fait valoir Steven Shapin et Simon Schaffer, était « l’un des fondateurs du monde expérimental dans lequel vivent et fonctionnent aujourd’hui les scientifiques ». La méthode de Boyle basée sur la connaissance et sur l’expérimentation ayant besoin de témoins pour assurer sa légitimité empirique, la Royal Society a joué un rôle avec ses salles d’assemblée qui constituaient des endroits idéaux pour des manifestations relativement publiques nécessaire à cet « acte collectif » de témoignage. Tous les témoins n’étaient pourtant pas jugés crédibles : « Les professeurs d’Oxford étaient considérés plus fiables que les paysans de l’Oxfordshire ». Deux facteurs étaient pris en compte : la connaissance d’un témoin dans la région et la « constitution morale » du témoin. En d’autres termes, seule la société civile était prise en considération pour le public de Boyle.

### Franc-maçonnerie et Lumières

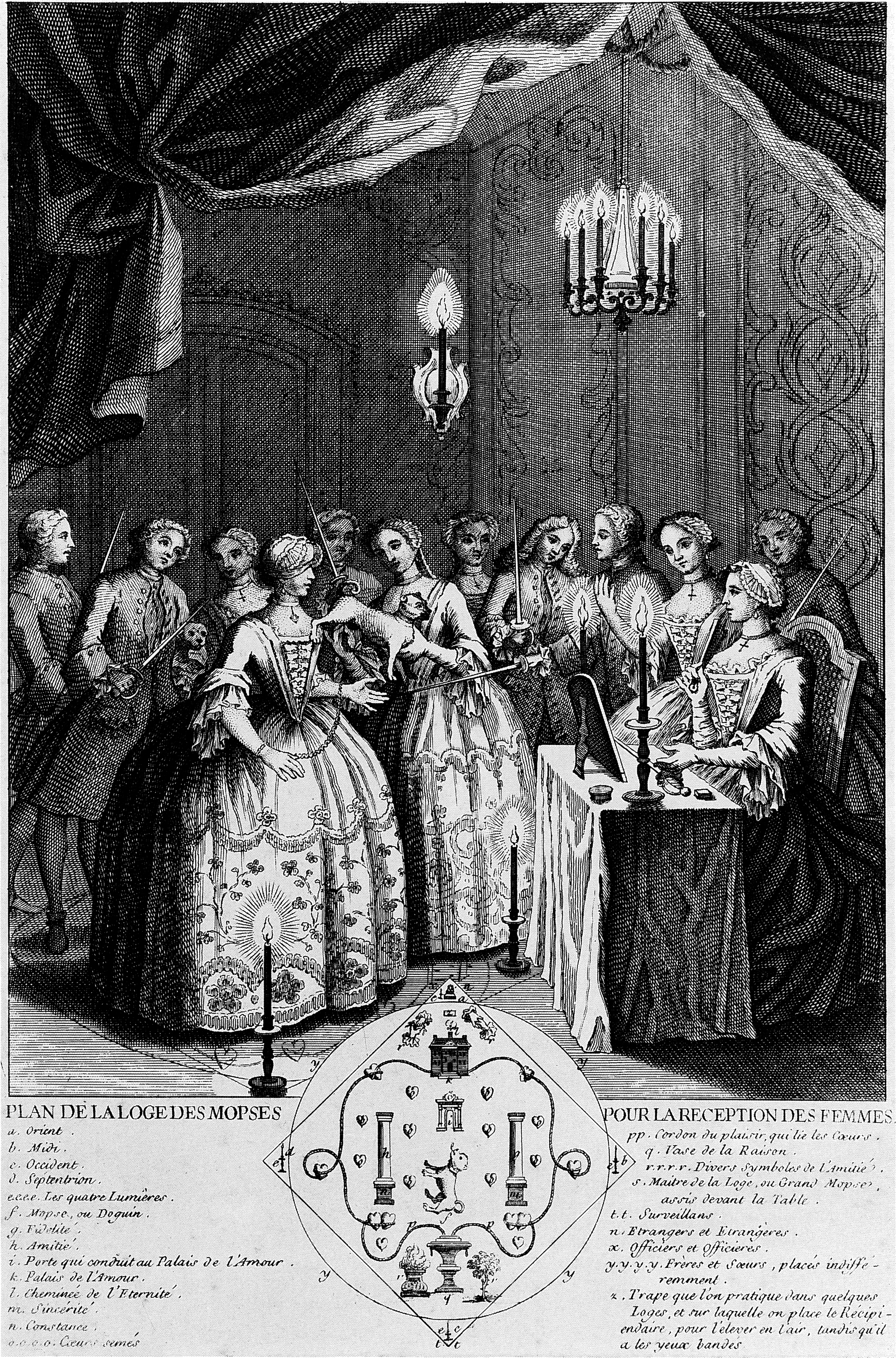
Réception dans la Loge des Mopses, gravure de 1745.

La fondation officielle de la franc-maçonnerie remonte à 1717, lorsque Jean Théophile Désaguliers, James Anderson et quelques autres francs-maçons créèrent la Grande Loge de Londres. Désaguliers fut inspiré par son ami Isaac Newton qu'il avait rencontré à la Royal Society. On considère généralement que cet événement marque le début de la maçonnerie spéculative.
La franc-maçonnerie arrive officiellement sur le continent européen en 1734, avec l’ouverture d’une loge à La Haye. La première loge pleinement fonctionnelle paraît cependant avoir existé depuis 1721 à Rotterdam. De même, des traces de la réunion d’une loge à Paris en 1725 ou 1726 ont été retrouvées. Comme l’écrit Daniel Roche, en 1789, la franc-maçonnerie était particulièrement répandue en France qui ne comptait alors peut-être pas moins de 100 000 francs-maçons, ce qui en ferait la plus populaire de toutes les associations des Lumières. La franc-maçonnerie ne semble cependant pas avoir été confinée à l’Europe occidentale ; Margaret Jacob a retrouvé l’existence de loges en Saxe en 1729 et en Russie en 1731.
En dépit de ces preuves d’existence, la contribution ou même le rôle de la franc-maçonnerie comme facteur principal dans les Lumières a néanmoins fait récemment l’objet de débats parmi les historiens. Certes des figures majeures des Lumières, comme Montesquieu, Voltaire, Pope, Horace et Robert Walpole, Mozart, Goethe, Frédéric le Grand, Benjamin Franklin et George Washington étaient francs-maçons, mais des historiens comme Robert Palmer Roswell ont conclu que même en France, les francs-maçons, qui n’ont pas agi en groupe, étaient politiquement « inoffensifs voire ridicules ». les historiens américains ont effectivement noté que Franklin et Washington étaient bien actifs dans la franc-maçonnerie, mais ils ont minimisé l’importance, à l’époque de la révolution américaine, de ce mouvement apolitique qui comprenait aussi bien des Patriots que des Loyalistes.
En ce qui concerne l’influence de la franc-maçonnerie sur le continent européen, l’historien allemand Reinhart Koselleck a affirmé que « Sur le continent, il y avait deux structures sociales qui ont laissé une empreinte décisive sur les Lumières : la République des Lettres et les loges maçonniques », tandis que Thomas Munck, professeur à l’université de Glasgow, a fait valoir que « bien que les francs-maçons aient favorisé les contacts internationaux et intersociaux essentiellement non-religieux et ce, largement en accord avec les valeurs des Lumières, on ne peut guère les décrire comme un important réseau radical ou réformiste en propre ».
Les loges maçonniques anglaises et écossaises originaires des guildes de compagnons du XVIIe siècle, se sont élargies à divers degrés, au XVIIIe siècle, dans un vaste ensemble d’associations interconnectées d’hommes, et parfois de femmes. Margaret Jacob affirme que celles-ci disposaient de leur propre mythologie et de codes de conduite spéciaux comprenant une même compréhension des notions de liberté et d’égalité héritées de la sociabilité des guildes : « liberté, fraternité et égalité » La remarquable similitude de ces valeurs, généralement communes à la Grande-Bretagne et au continent, avec le slogan de la Révolution française de « Liberté, égalité, fraternité » a donné naissance à de nombreuses théories du complot. L’abbé Barruel a notamment fait remonter les origines des Jacobins et, partant, de la Révolution, aux francs-maçons français dans son Mémoires pour servir à l’histoire du jacobinisme (Londres, Ph. le Boussonnier ; Hambourg, P. Fauche 1797-98).

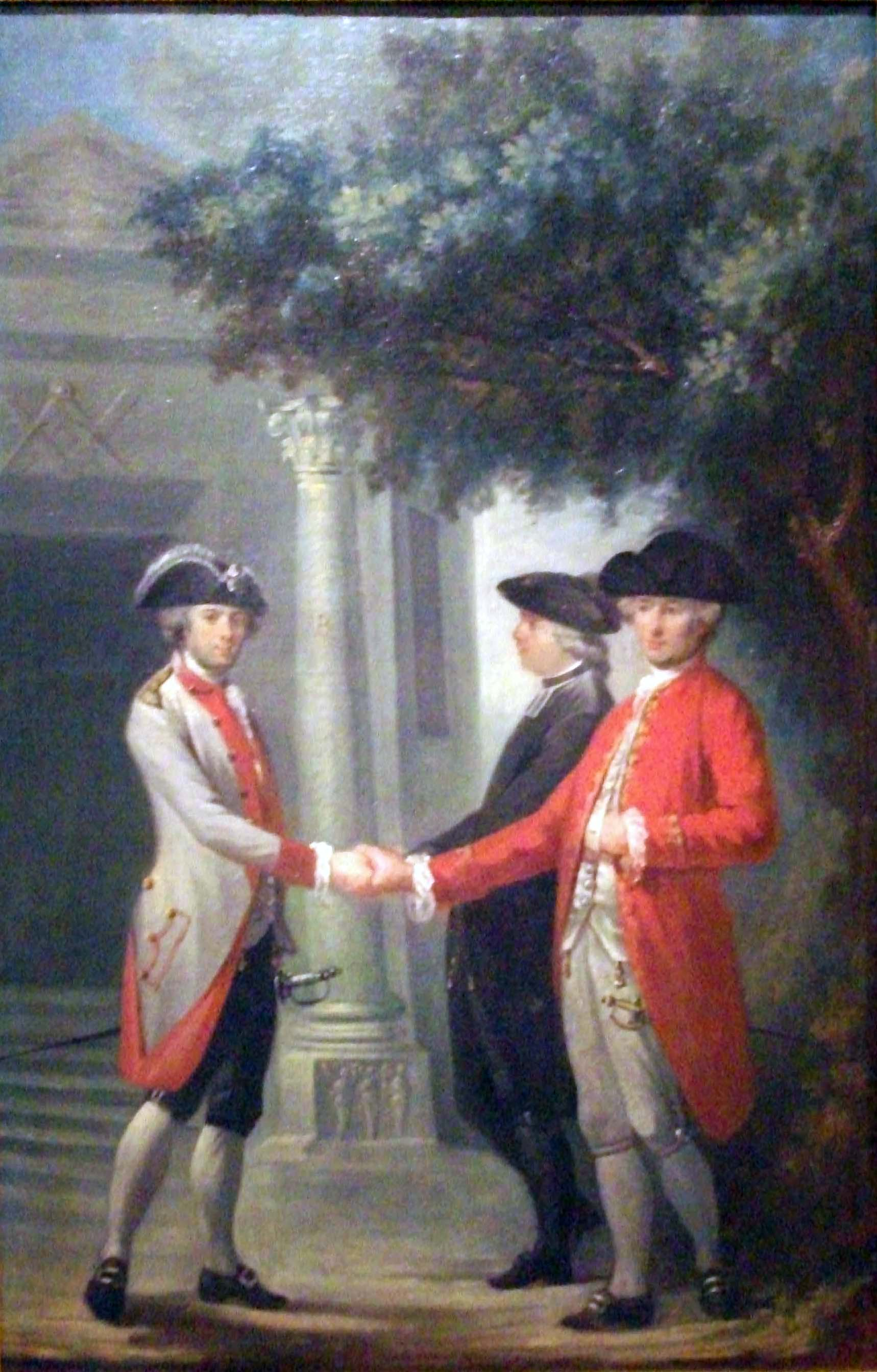
L’union des trois ordres de Nicolas Perseval dépeignant la réconciliation des trois ordres à l'entrée d'un temple maçonnique (v. 1789).

Il est probable que les loges maçonniques ont eu un effet, hormis les théories du complot, sur la société dans son ensemble. Giuseppe Giarrizzo a souligné le rapport étroit entre francs-maçons et Lumières. Jacob fait valoir que les loges maçonniques ont « reconstitué la vie politique et instauré une forme constitutionnelle d’autonomie gouvernementale, avec ses constitutions, ses lois, ses élections et ses représentants ». En d’autres termes, les micro-sociétés mises en place dans les loges ont constitué un modèle normatif pour la société dans son ensemble. Ceci était particulièrement vrai sur le continent : lorsque les premières loges ont commencé à apparaître dans les années 1730, leur incarnation des valeurs britanniques a souvent été perçue comme une menace par les autorités gouvernementales locales. Par exemple, la loge parisienne qui s’est réunie au milieu des années 1720 se composait d’exilés jacobites anglais. Les francs-maçons de toute l’Europe du XVIIIe siècle faisaient, en outre, référence aux Lumières en général. Le rite d’initiation des loges françaises citait ainsi explicitement les Lumières. Les loges britanniques se fixaient comme objectif d’« initier ceux qui ne sont pas éclairés », ce qui ne représente pas nécessairement un lien entre les loges et l’irréligion, mais ne les excluent pas non plus à l’occasion de l’hérésie. Beaucoup de loges rendaient en fait hommage au « Grand Architecte », le terme de la phraséologie maçonnique pour désigner le créateur divin d’un univers scientifiquement ordonné. Daniel Roche conteste néanmoins les revendications égalitaristes de la franc-maçonnerie : « l’égalité réelle des loges était élitiste », n’attirant que les personnes de milieux sociaux similaires. Cette absence de véritable égalité a été rendue explicite par la constitution de la loge de Lausanne en Suisse (1741) :

« L’ordre des francs-maçons est une société de confraternité et d’égalité représentée, à cette fin, sous l’emblème d’un niveau … un frère rend à un autre frère l’honneur et la déférence qui lui sont dus à juste titre à mesure de son rang dans la société civile. »

L’élitisme a profité à certains membres de la société. La présence, par exemple, de femmes nobles dans les « loges d’adoption » françaises qui se sont formées dans les années 1780 est due en grande partie aux liens étroits entre ces loges et la société aristocratique,.

## Géographie des Lumières
Les Lumières se sont pensées comme un mouvement européen, international et si le français qui a détrôné le latin comme langue « universelle » semble s’imposer comme le langage par excellence de la nouvelle « République des Lettres », l’homme des Lumières est avant tout un « cosmopolite », un « citoyen du monde » quand il n’est pas un apatride.

### Les Lumières en Prusse
Dans Was ist Aufklärung? (Qu'est-ce que les Lumières ?) en 1784, le philosophe Emmanuel Kant dit que le progrès des Lumières consiste à limiter toujours davantage le despotisme du gouvernement. Frédéric II, roi de Prusse, pourtant despote lui-même, sut garantir dans son royaume la liberté de conscience et utilisa malicieusement les Lumières de Kant comme instrument de propagande et comme moyen de gouvernement en s'assurant l'alliance des meilleurs esprits de toute l'Europe en leur donnant la liberté de publier et de leur dire « Raisonnez tant que vous voudrez, mais obéissez ! », pendant qu'ailleurs ils devaient tout autant obéir, mais sans pouvoir raisonner.

## Principales figures

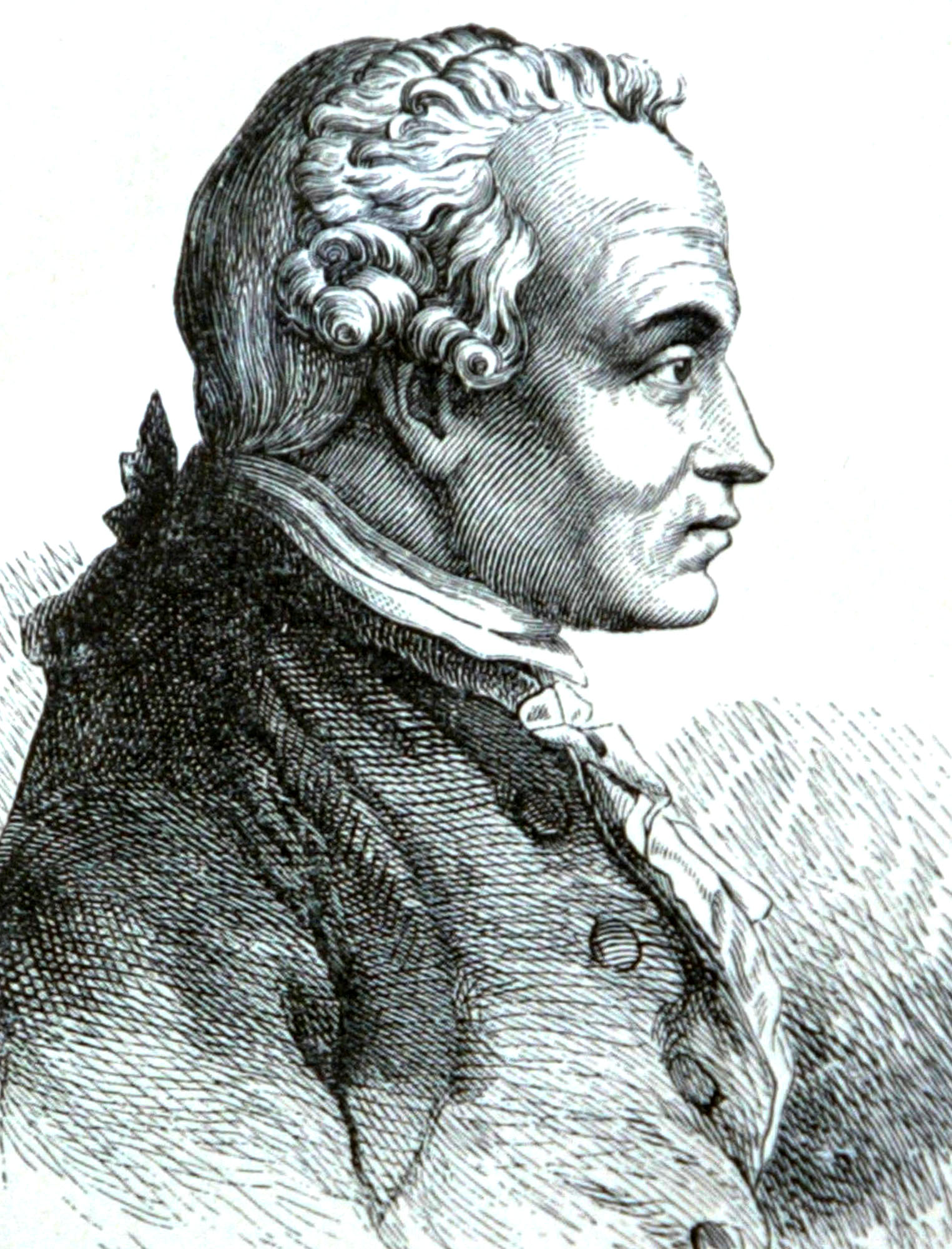
Portrait d'Emmanuel Kant, Auteur inconnu
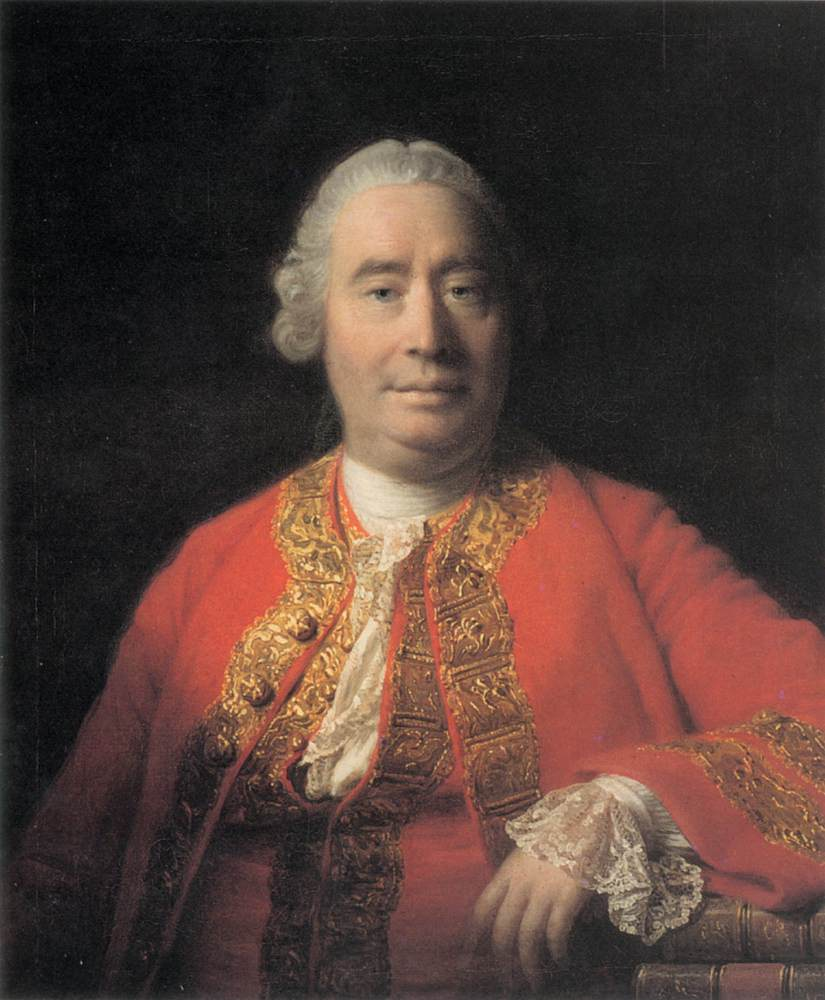
Portrait de David Hume (1711-1776), par Allan Ramsay en 1766.
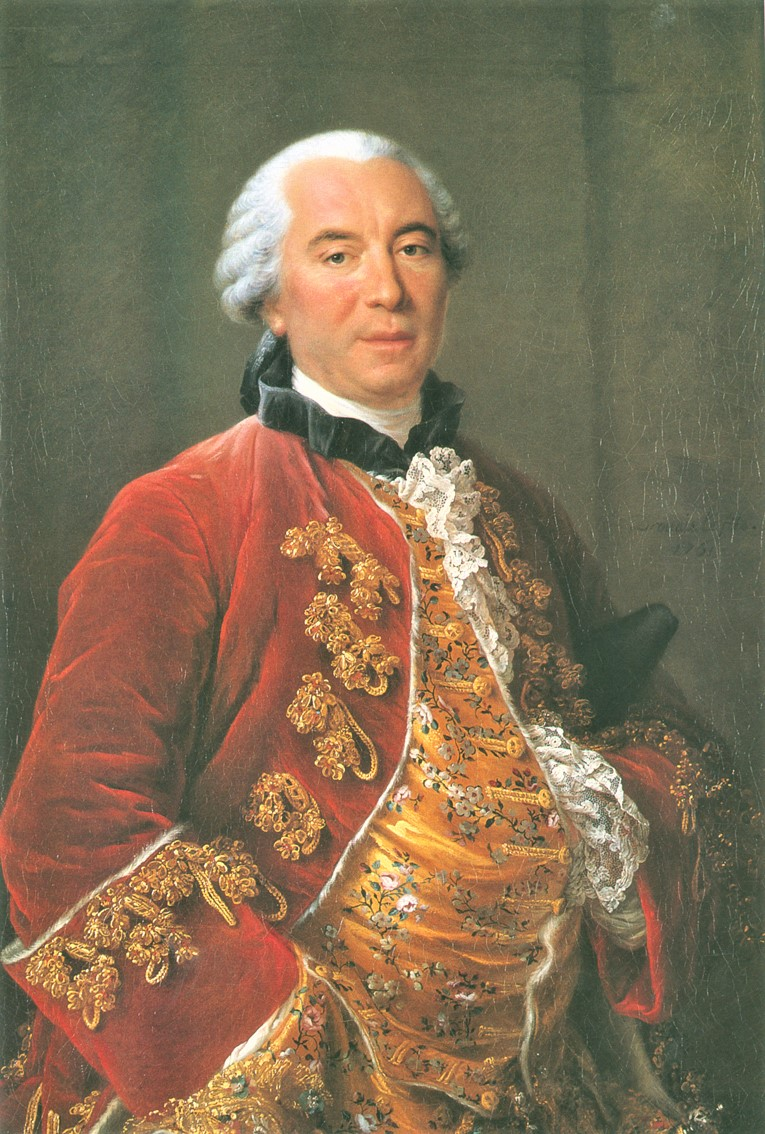
Portrait de Georges-Louis Leclerc, comte de Buffon (1753)
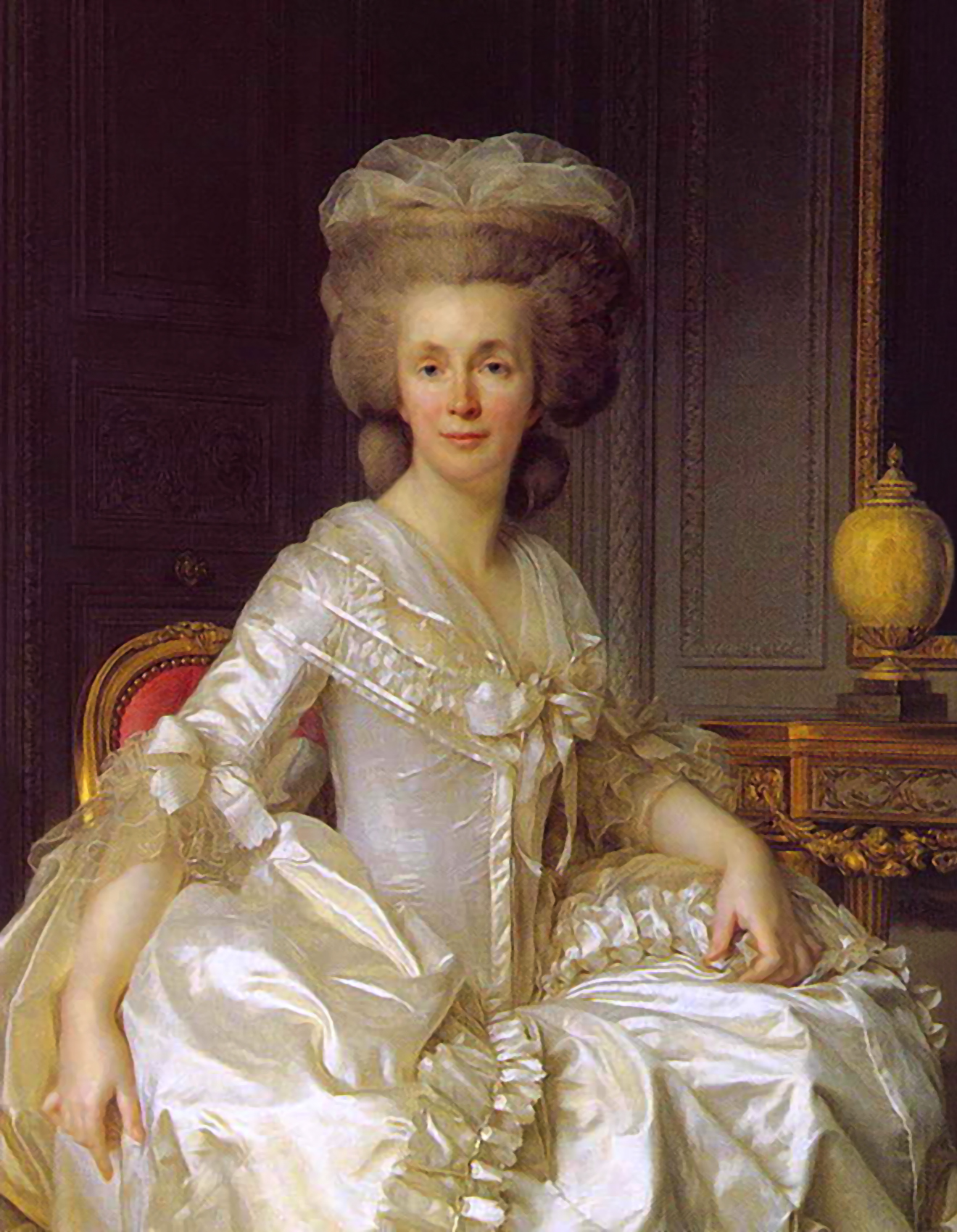
Portrait de Suzanne Curchod (1739-1794)
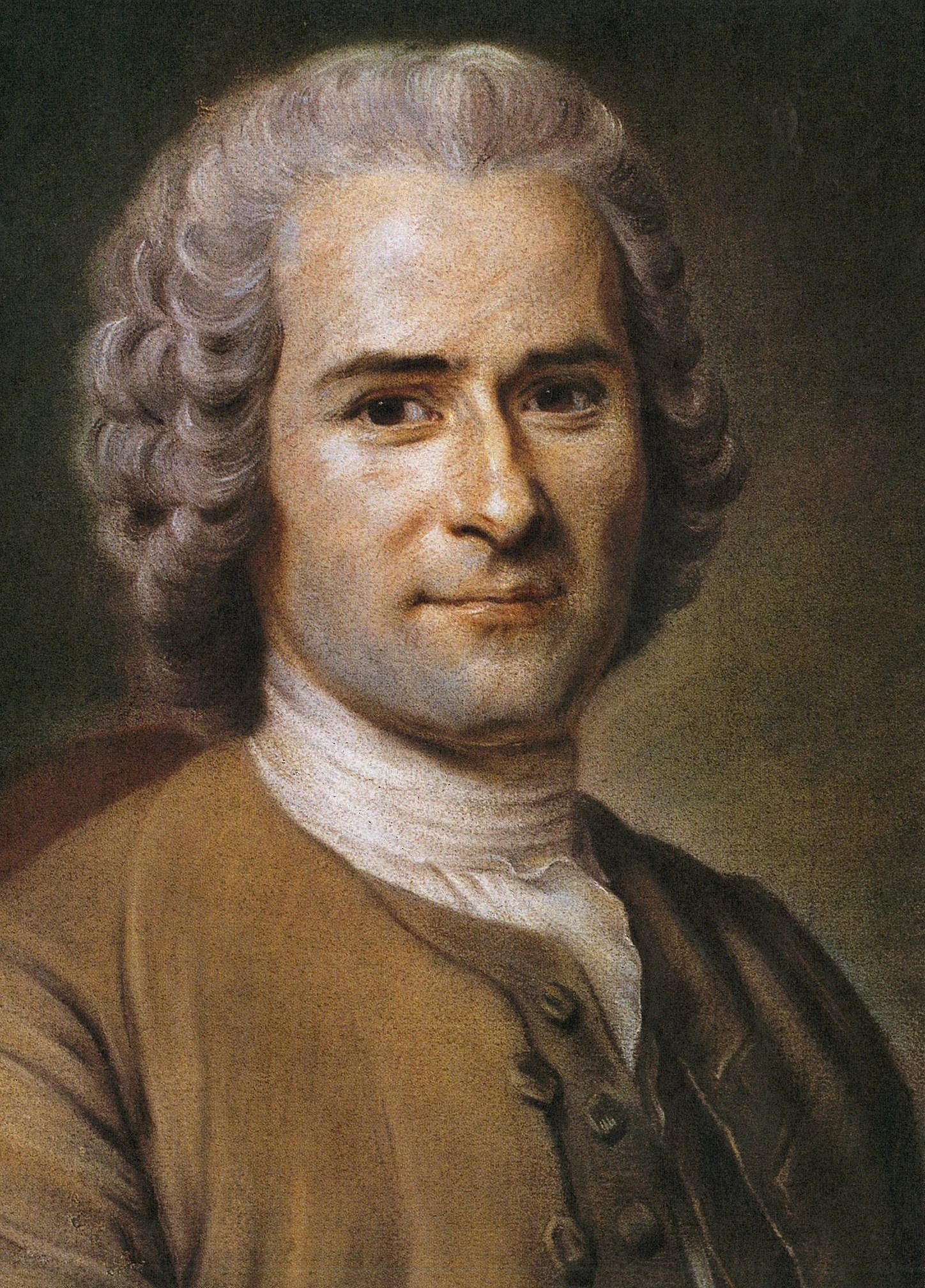
Jean-Jacques Rousseau par Maurice Quentin de la Tour, au XVIIIe siècle, musée Antoine Lecuyer
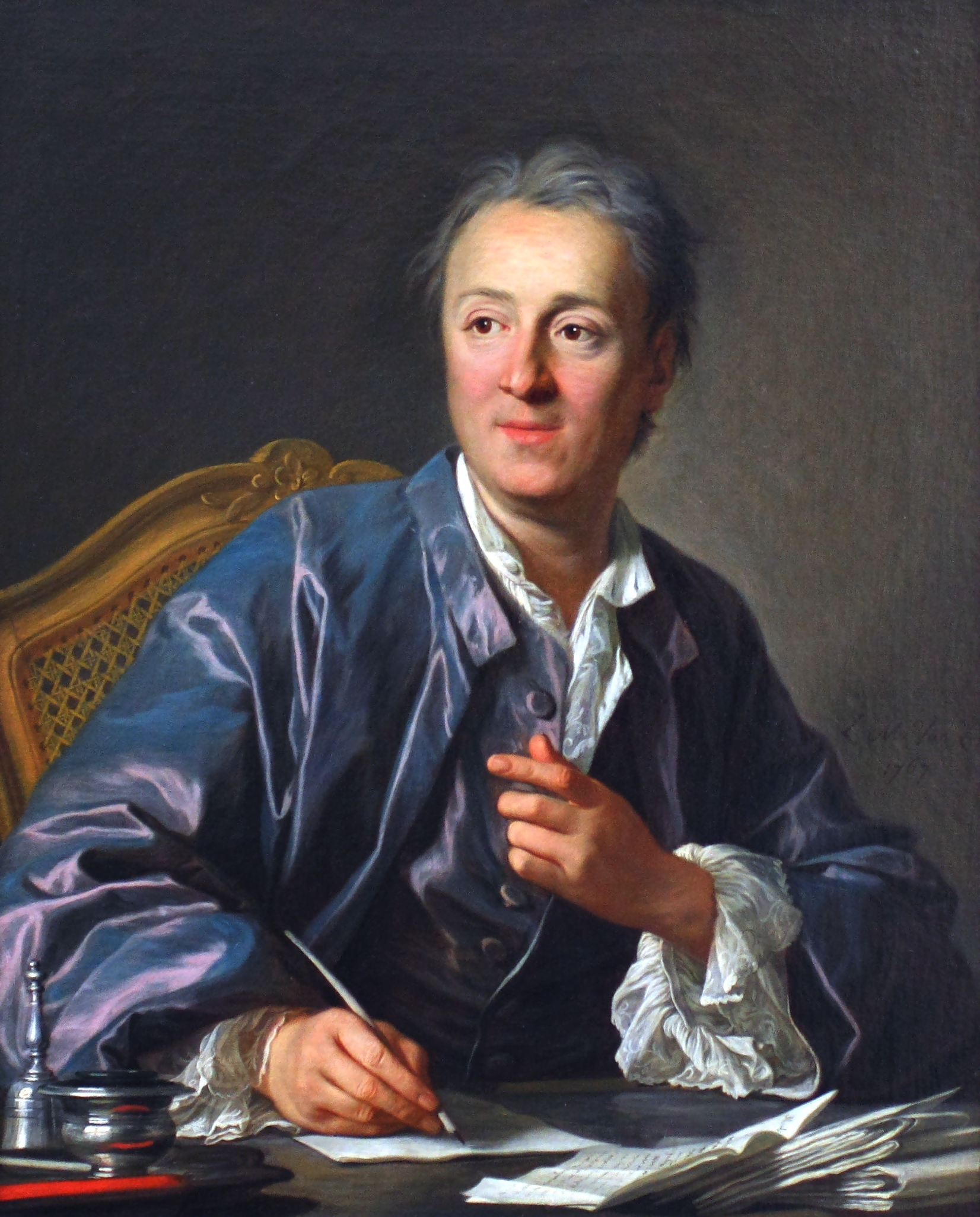
Portrait de Denis Diderot (1713-1784), par Louis-Michel van Loo
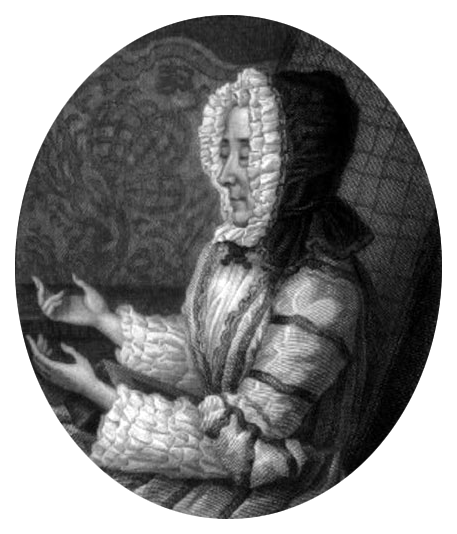
Portrait de Madame du Deffand, par Eugène Asse (XVIIIe siècle)
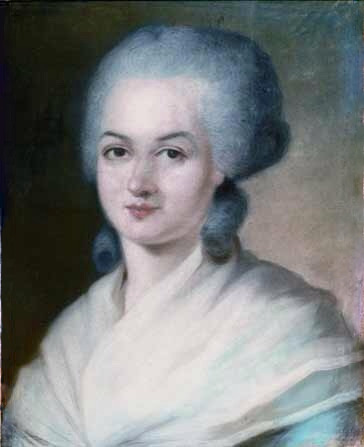
Portrait de Marie Olympe de Gouges par Alexander Kucharsky.
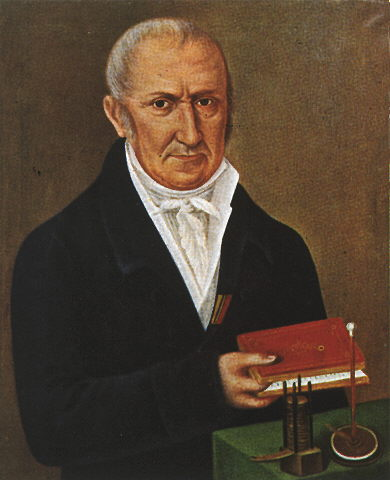
Portrait de Alessandro Volta (1745-1827)
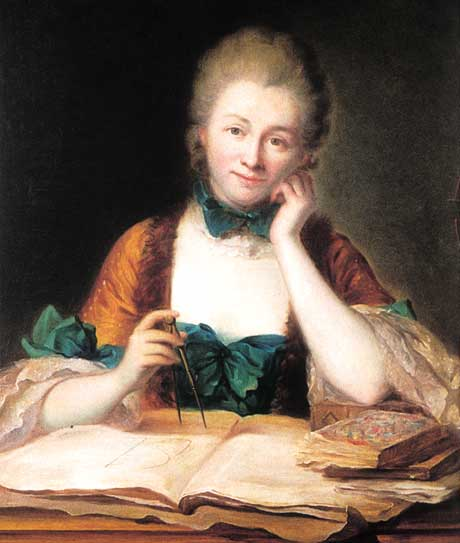
Portrait de Émilie du Châtelet (1706-1749).
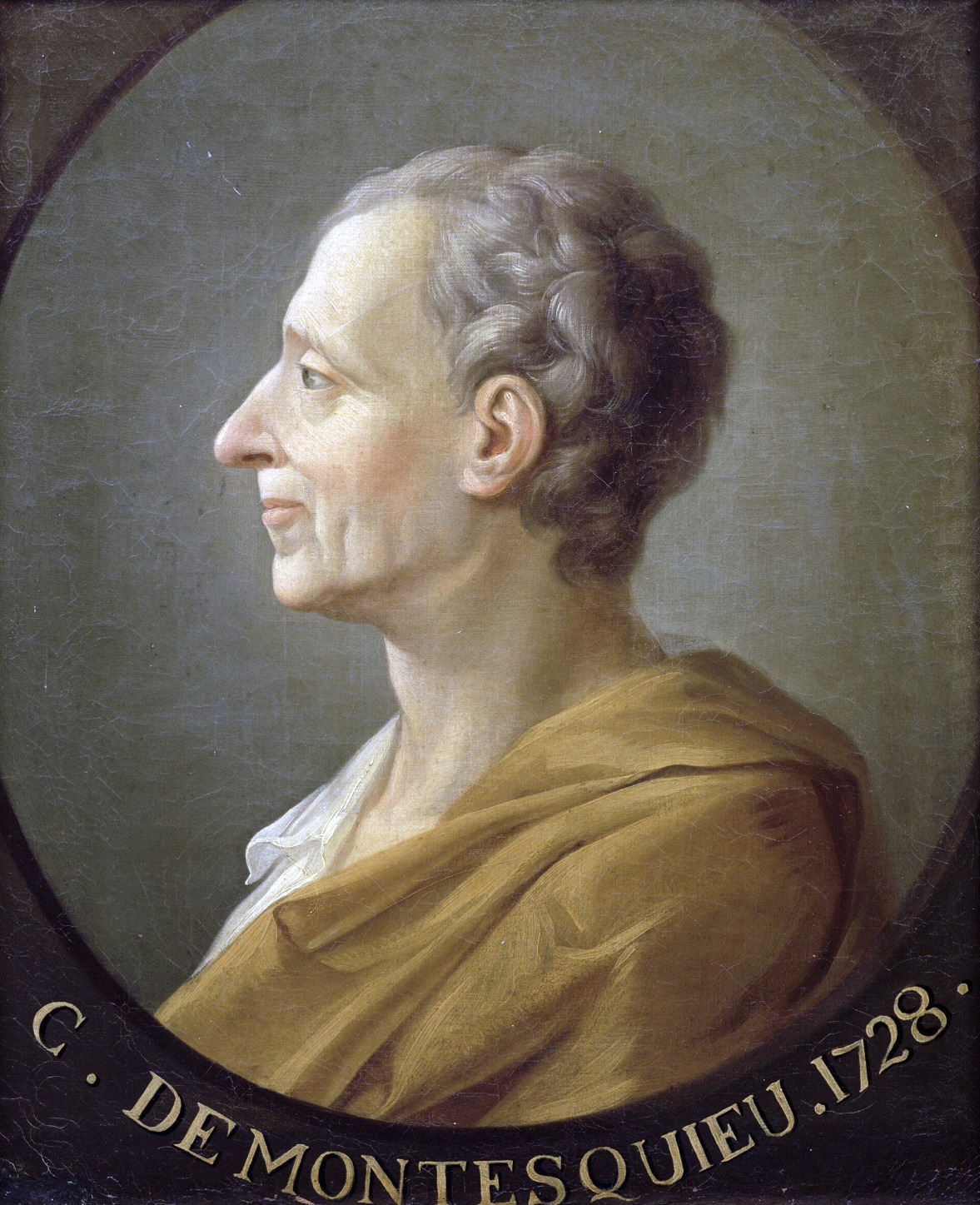
Portrait de Montesquieu (1689-1755)
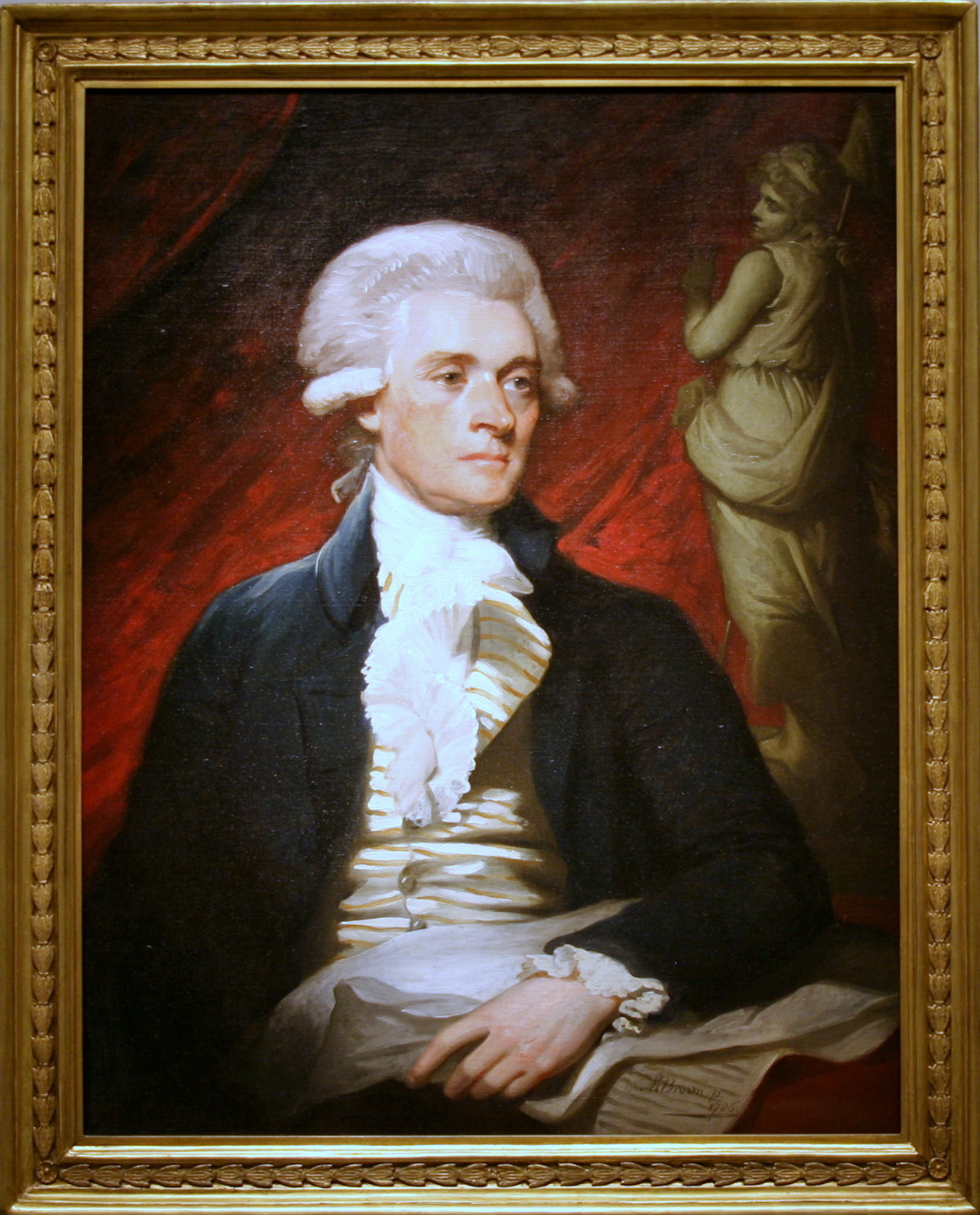
Portrait de Thomas Jefferson (1743-1826)
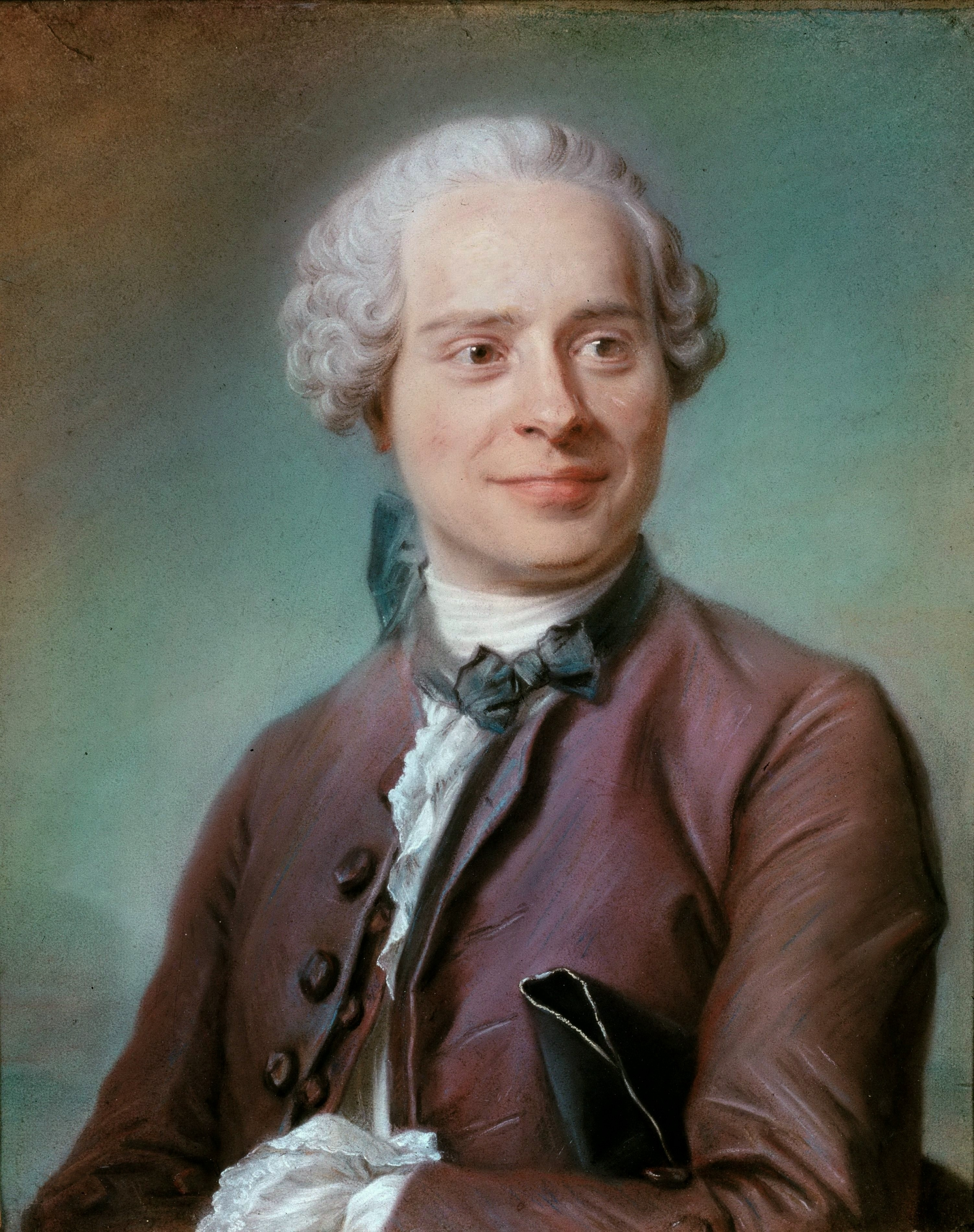
Portrait de Jean le Rond d'Alembert (1717-1783) par Quentin de La Tour
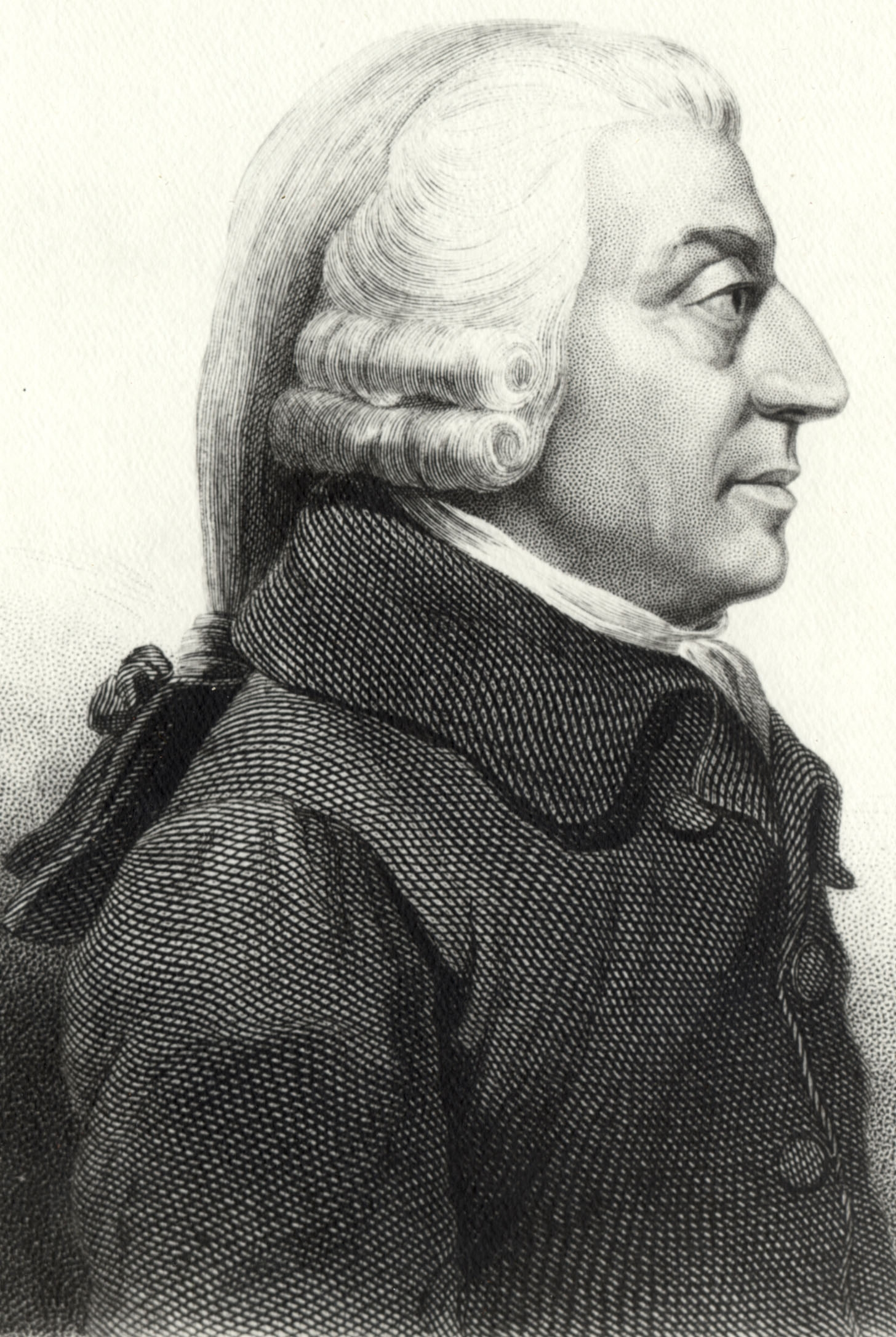
Portrait de Adam Smith (1723-1790)
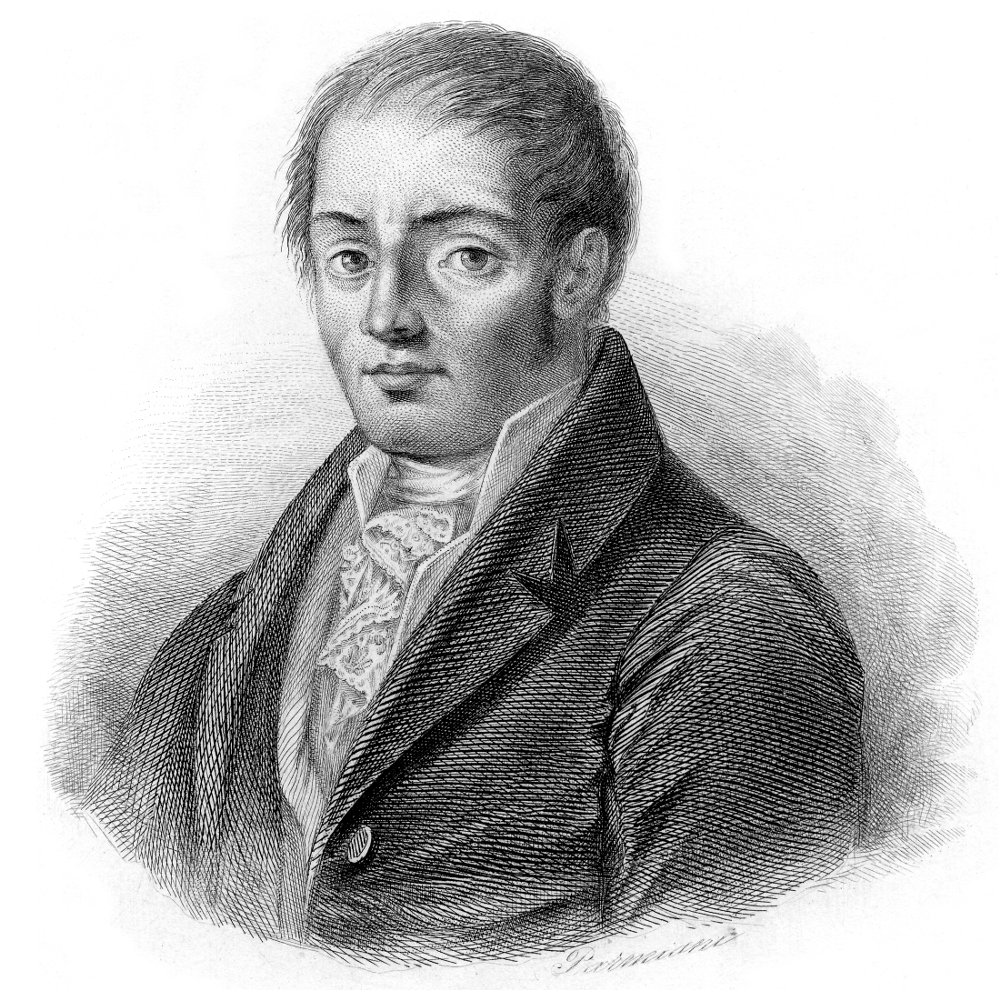
Portrait de Mario Pagano (1748-1799)
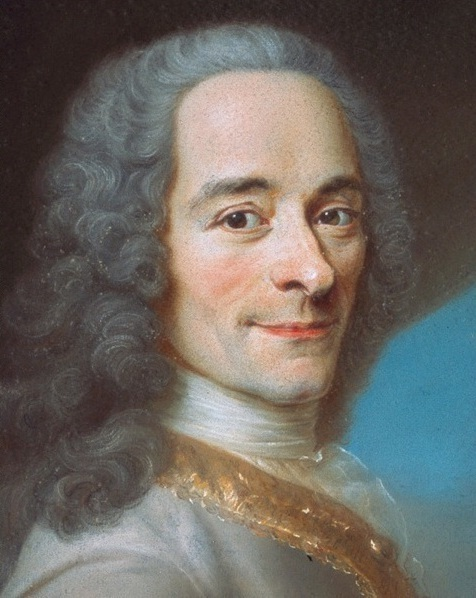
Portrait de Voltaire (1694-1778)

### Sources
- (en) Ole Peter Grell et Roy Porter, Toleration in Enlightenment Europe, Cambridge University Press, 2000.
- Daniel Roche, La France des Lumières, Paris, Fayard, 1993